# Пасквил
Пасквилът (от италиански: pasquillo) е форма на сатирата, обикновено анонимен кратък памфлет (осмиване) в стих или проза, и може да се разглежда и като форма на литературна карикатура. Жанрът става популярен в ранната модерна Европа, през XVI век, въпреки че терминът е използван поне още през XV век. Пасквилите могат да приемат редица литературни форми, включително песен, епиграма и сатира. В сравнение с други видове сатира, пасквилът има тенденция да бъде по-малко дидактична и по-агресивна и по-често е критична към конкретни лица или групи. В българския език думата има значение на кратко сатирично произведение в стихове или проза с остри, груби нападки, а също груба клеветническа нападка в печата.
Римуваният пасквил има класически източник в сатиричните епиграми на древноримски и гръцки писатели като Марк Валерий Марциал, Калимах, Луцилий и Катул. Мениповата сатира е класифицирана като вид пасквил. По време на Римската империя статуите са „украсявани“ с анонимни кратки стихове или критики.
Пасквилът е един от журналистическите жанрове.

## История
На площад „Навона“ се намира една от най-известните от Говорещите статуи на Рим, тази на „Паскуино“ (итал. Pasquino), откъдето е дошла и съвременната дума „пасквил“. Тази статуя, открита в река Тибър в Рим през 1501 г., се използва от XVI век от местните жители за публикуване на анонимни политически коментари.
Скоро на сцената се появяват и други статуи, образуващи своего рода обществена академия, „Конгрес на умниците“ (ит. Congresso degli Arguti), начело на който винаги имало един Паскуино, създаден от тогавашни скулптори.